# Vårt fosterland, vårt land i nord
Vårt fosterland, vårt land i nord fosterländsk psalm författad av Carl Boberg under den tid då nationalismen stod på sin höjdpunkt i Sverige och andra länder. Psalmen har tre verser.

## Publicerad i
- Svenska Missionsförbundets sångbok 1920 som nr 711 under rubriken "Konung och Fädernesland".